# UMgungundlovu
uMgungundlovu – dystrykt w Republice Południowej Afryki, w prowincji KwaZulu-Natal. Siedzibą administracyjną dystryktu jest Pietermaritzburg.
Dystrykt dzieli się na gminy:
- uMshwathi
- uMngeni
- Mpofana
- Impendle
- Msunduzi
- Mkhambathini
- Richmond